# Iwamizawa
Iwamizawa (japonsky 岩見沢市) je město v podprefektuře Sorači na ostrově Hokkaidó v Japonsku. K roku 2018 v něm žilo bezmála dvaaosmdesát tisíc obyvatel.

## Poloha a doprava
Iwamizawa leží ve vnitrozemí ostrova Hokkaidó nedaleko jeho západního pobřeží jihozápadně od Asahikawy a severovýchodně od Sappora.
Město je železničním uzlem. Leží na hlavní železniční trati Hakodate – Asahikawa vedoucí z Hakodate na jihu ostrova do Asahikawy v jeho centru. Kromě toho zde končí železniční trať Ošamambe – Iwamizawa.

## Dějiny
Městem je Iwamizawa od 1. dubna 1943.

### Rodáci
- Momo Tamaokiová (* 1994), judistka